# كريستينا سيمون
كريستينا سيمون (بالألمانية: Ina Wolf)‏ هي مغنية نمساوية، ولدت في 9 أكتوبر 1954 في Lochau ‏ في النمسا.

## وصلات خارجية
- الموقع الرسمي
- كريستينا سيمون على موقع ميوزك برينز (الإنجليزية)
- كريستينا سيمون على موقع ميوزك برينز (الإنجليزية)
- كريستينا سيمون على موقع ديسكوغز (الإنجليزية)
- كريستينا سيمون على موقع ديسكوغز (الإنجليزية)